# Чорлука, Йосип
Йо́сип Чо́рлука (босн. Josip Ćorluka; 3 марта 1995, Груде, Босния и Герцеговина) — боснийский футболист, полузащитник «Широки Бриега» и сборной Боснии и Герцеговины.

## Биография
Воспитанник клуба «Широки Бриег», в котором и начал профессиональную карьеру. Дебютировал на профессиональном уровне 26 апреля 2014 года в матче чемпионата Боснии и Герцеговины против клуба «Леотар», в котором вышел на замену на 68-й минуте матча.

## Достижения
- Обладатель Кубка Боснии и Герцеговины (1): 2016/2017